# Taiwanomyia lativertex
Taiwanomyia lativertex is een tweevleugelige uit de familie steltmuggen (Limoniidae). De soort komt voor in het Oriëntaals gebied.